# الحوير (حريضة)
'

تعديل مصدري - تعديل

الحوير هي إحدى قرى عزلة حريضة بمديرية حريضة التابعة لمحافظة حضرموت، بلغ تعداد سكانها 99 نسمة حسب تعداد اليمن لعام 2004.